# Тед Козматка
Тед Козматка (на английски: Ted Kosmatka) е американски писател на произведения в жанра научна фантастика, хорър, хумор и документалистика.

## Биография и творчество
Тед Козматка е роден на 16 декември 1973 г. в Честъртън, Индиана, САЩ. Израства в северозападната част на Индиана. Следва биология и химия в Университета на Индиана.
След дипломирането си работи като пазач на зоологическа градина, работник в стоманодобивна фабрика и лабораторен изследовател. След като се премества в Сиатъл със семейството си, и от 2009 г. работи няколко години като автор на видеоигри в компанията „Valve“, а после се завръща в Средния Запад.
Първият му разказ „The Extinction of Ursus theodorus“ е издаден през 2000 г. Други негови забележителни разкази са „The God Engine“ (2005), „The Prophet of Flores“ (2007), „Divining Light“ (2008) – номиниран за наградата „Небюла“ и „Blood Dauber“ (2009) – номиниран за наградата „Теодор Стърджън“.
Първият му роман „The Games“ (Игрите) е издаден през 2012 г. Номиниран е за наградата „Локус“ за най-добър първи роман и е избран от „Publishers Weekly“ за една от най-добрите книги на годината.
През 2013 г. е издаден романа му „Prophet of Bones“ (Пророкът на костите). Автор е и на кратката пиеса „Стомана“ за живота в стоманодобивна фабрика.
Романът му „Потрепващите“ е издаден през 2015 г. се опитва да разбере произтичащите от експеримента последствия, но и да се измъкне от загадъчните си преследвачи.
Тед Косматка има пет деца и живее с втората си съпруга във Вашингтон.

## Произведения

### Самостоятелни романи
- The Games (2012)
- Prophet of Bones (2013)
- The Flicker Men (2015)
Потрепващите, изд.: ИК „Ибис“, София (2019), прев. Боряна Даракчиева

### Разкази
- The Extinction of Ursus theodorus (2000)
- The God Engine (2005)
- Bitterseed (2006)
- Doxology (2007)
- Deadnauts (2007)
- The Prophet of Flores (2007)
- The Art of Alchemy (2008)
- Divining Light (2008)
- N-Words (2008)
- The Ascendant (2009)
- Blood Dauber (2009) – с Майкъл Пур
- In-Fall (2010)
- The Color Least Used by Nature (2012)
- Cry Room (2013)
- Haplotype 1402 (2013)
- Chasing Ivory (2016)
- The Bewilderness of Lions (2016)
- The Stone War (2016)
- The One Who Isn't (2016)
- Sacrificial Iron (2019)
- The Beast Adjoins (2020)
- Shy Sarah and the Draft Pick Lottery (2021)

### Пиеси
- Steel – едноактна пиеса

### Документалистика
- Philip K. Dick the Shaman (2010)

### Екранизации

#### Видеоигри
- 2011 Portal 2
- 2012 Counter-Strike: Global Offensive
- 2013 Dota 2
- 2017 Destiny 2